# 3379 Oishi
3379 Oishi è un asteroide della fascia principale del diametro medio di circa 12,89 km. Scoperto nel 1931, presenta un'orbita caratterizzata da un semiasse maggiore pari a 2,3538943 UA e da un'eccentricità di 0,1321028, inclinata di 2,85092° rispetto all'eclittica.